# Моймента (Виньяйш)
Мойме́нта (порт. Moimenta) — район (фрегезия) в Португалии, входит в округ Браганса. Является составной частью муниципалитета Виньяйш. По старому административному делению входил в провинцию Траз-уш-Монтиш и Алту-Дору. Входит в экономико-статистический субрегион Алту-Траз-уш-Монтиш, который входит в Северный регион. Население составляет 184 человека на 2001 год. Занимает площадь 17,35 км².